# David Plaza
Pour les articles homonymes, voir Plaza.
Plaza  Romero est un nom espagnol. Le premier nom de famille, en général paternel, est Plaza ; le second, en général maternel, souvent omis, est Romero.
David Plaza Romero, né le 3 juillet 1970 à Madrid, est un coureur cycliste espagnol.

## Biographie
David Plaza devient coureur professionnel en septembre 1994 dans l'équipe Festina. Il passe trois saisons dans l'équipe française, durant lesquelles son meilleur résultat est une seizième place du Tour d'Espagne 1995. Il rejoint Cofidis, qu'il quitte après deux années sans victoire.
En 1999, il remporte le Tour du Portugal, offrant ainsi à sa nouvelle équipe Benfica son tour national. Fort de ce succès, David Plaza fait son retour chez Festina. En mai, il s'impose sur le Tour d'Allemagne devant Andreas Klöden après avoir devancé ce dernier lors du contre-la-montre. Deux mois plus tard, il participe à son premier Tour de France. Il y épaule Joseba Beloki (3e) et Christophe Moreau (4e) jusqu'à son abandon à la seizième étape.
En 2001, il glane une troisième course par étapes, le Tour du Chili, ainsi que le contre-la-montre du Tour de Romandie. Non-retenu  pour le Tour de France, il prend part à la Vuelta en septembre. Il obtient sa meilleure place sur un grand tour (6e) tout en épaulant avec succès Ángel Casero qui enlève le classement final. Ce triomphe est le dernier pour la Festina qui est dissoute en fin de saison.
David Plaza s'engage alors avec l'équipe Team Coast, en compagnie de plusieurs de ses anciens coéquipiers dont Casero, Luis Pérez Rodríguez et André Korff. L'année 2002 est ponctuée de plusieurs places sur des courses par étapes comme la Course de la Paix (6e), le Tour de Catalogne (7e) ou le Tour d'Allemagne (8e). En septembre, David Plaza se rend au Tour d'Espagne 2002 avec Casero dans le but de défendre le titre de ce dernier. Tous deux réalisent cependant une performance une inférieure à celle de l'année précédente, terminant respectivement sixième et quatorzième.
Team Coast voit arriver en 2003 un nouveau leader en la personne de Jan Ullrich. L'objectif du coureur allemand est le Tour de France, auquel participe David Plaza pour la seconde fois. Entretemps, l'équipe change de nom et devient la Team Bianchi à la suite du retrait de l'ancien sponsor. Plaza est souvent le dernier à pouvoir accompagner son leader lors des étapes de montagne. Ullrich est, pour la cinquième fois, deuxième d'un Tour de France, tandis que David Plaza termine 22e.
Le Team Bianchi prenant fin, il s'engage en 2004 avec la modeste équipe portugaise Antarte-Rota dos Móveis, en troisième division (GS3). Il la quitte cependant en août, afin de participer au Tour d'Espagne avec Café Baqué. Il termine 18e, le mieux classé de son équipe. Il s'agit également de son dernier grand tour. En effet, il signe en 2005 avec Barloworld, dans laquelle il effectue sa dernière saison en tant que coureur professionnel.
En 2007, David Plaza devient manager de l'équipe espagnole Relax-GAM. Il suscite alors la polémique en engageant des coureurs cités dans l'affaire Puerto, comme Francisco Mancebo, Óscar Sevilla, Ángel Vicioso et Santiago Pérez. Cette expérience s'avère cependant de courte durée, puisqu'après le départ du sponsor GAM, l'équipe Relax est contrainte à la dissolution.

## Palmarès

### Palmarès amateur
- 1990
  - Tour d'Ávila
- 1991
  - Tour de la communauté de Madrid :
    - Classement général
    - 3e étape

  - Tour de Tolède :
    - Classement général
    - 1re étape

  -  Médaillé de bronze du contre-la-montre par équipes aux Jeux méditerranéens
- 1994
  - Tour de la communauté de Madrid :
    - Classement général
    - Prologue

  - 5e étape du Tour des régions italiennes

### Palmarès professionnel
| - 1996 - 7e étape du Tour du Chili - 1999 - Classement général du Tour du Portugal - 3e du Tour de l'Alentejo - 3e du Tour de l'Algarve - 2000 - Tour d'Allemagne : - Classement général - 7e étape - 2e du championnat d'Espagne du contre-la-montre | - 2001 - Tour du Chili : - Classement général - 6ea (contre-la-montre) et 8e étapes - 3e étape du Tour de Romandie (contre-la-montre) - 6e du Tour d'Espagne - 7e du Tour de Romandie - 9e du championnat du monde du contre-la-montre - 2002 - 7e du Tour de Catalogne |  |

## Résultats sur les grands tours

### Tour de France
2 participations
- 2000 : abandon (16e étape)
- 2003 : 22e

### Tour d'Espagne
9 participations
- 1995 : 16e
- 1996 : 66e
- 1997 : 36e
- 1998 : 17e
- 1999 : abandon (2e étape)
- 2001 : 6e
- 2002 : 14e
- 2003 : abandon (3e étape)
- 2004 : 18e

### Tour d'Italie
1 participation
- 1996 : abandon (15e étape)

## Classements mondiaux
| Année           | 2005 |
| --------------- | ---- |
| UCI Asia Tour   | 182e |
| UCI Europe Tour | 940e |